# Иванковци (Словения)
Вижте пояснителната страница за други значения на Иванковци.
Иванковци (на словенски: Ivanjkovci) е село в Словения, Подравски регион, община Ормож. Според Националната статистическа служба на Република Словения през 2015 г. селото има 251 жители.